# The Amazing Colossal Woman
The Amazing Colossal Woman ist ein US-amerikanischer Actionfilm aus dem Jahr 2016 des Regisseurs Bill Black. Die No-Budget-Produktion basiert auf einer Comicfigur von AC Comics, die zur Gruppe Femforce gehört. The Amazing Colossal Woman ist eine Neuverfilmung in Farbe des Schwarz-Weiß-Films Garantarama, der im Jahr 2006 veröffentlicht wurde.

## Inhalt
Dr. Carol Heisler ist wütend, dass ihr Mann Harrison Heisler eine Affäre mit einer anderen Frau hatte. In ihren Labor wird sie von Aliens entführt. Die Aliens wollen ihre neue Technik namens Solopticus austesten. Carol Heisler wird durch die Strahlung sehr groß und sie nennt sich Garganta. Durch ihre Größe hat sie enorme Stärke. In der Stadt sucht Garganta jetzt ihren Ehemann und will sich an ihm rächen. Sie kann ihre Größe beliebig ändern und besitzt telepathische Fähigkeiten.

## Produktion und Veröffentlichung
The Amazing Colossal Woman wurde von Bill Black produziert, der Regie führte und das Drehbuch schrieb. Die Hauptrollen übernahmen Brenna Barry als Garganta und Jason Clarke als Harrison Heisler. Die Produktionsfirma war CultRetro. Der Film erschien am 1. April 2016 direkt auf DVD und online.